# Karl Johan Weckman
Karl Johan Björn Weckman, född 23 november 1933 i Strömfors, är en finländsk lantbruksekonom. 
Weckman blev student 1953, agronom 1960, agronomie- och forstlicentiat 1967 samt agronomie- och forstdoktor 1970. Han var agronom vid Helsingfors universitets försöksgård i Malmgård 1969–1973, tillförordnad professor i lantbruksekonomi 1974–1975 och ordinarie professor i ämnet 1975–1996. Han har skrivit bland annat ett antal vetenskapliga artiklar om lantbrukets ekonomi.